# Peter John Stevens
Peter John Stevens, né le 1er juin 1995 à Kranj, est un nageur slovène, spécialiste de la brasse.
Il remporte la médaille d'argent du 50 m brasse en 27 s 09 derrière Adam Peaty lors des championnats d'Europe 2016, puis la médaille de bronze toujours derrière Peaty et Fabio Scozzoli lors des championnats d'Europe 2018, deux ans après. Il avait remporté sur cette distance le titre mondial junior en 2013. Fils d'un père anglais et d'une mère slovène, sa famille vit à Medvode tandis qu'il étudie à l'université du Tennessee.